# Walter Becker
Walter Becker (Queens, Nueva York; 20 de febrero de 1950 - Manhattan, Nueva York; 3 de septiembre de 2017) fue un guitarrista, bajista, compositor y productor discográfico estadounidense. En 1972 fue miembro fundador de la banda de jazz-rock Steely Dan. Desde 1982 alternaba su carrera como solista con su participación en la banda Steely Dan (formada por él mismo junto al pianista Donald Fagen).
Como productor, además de coproducir los álbumes de Steely Dan, Becker produjo Flaunt the Imperfection (1985) de China Crisis, Flying Cowboys (1989) de Rickie Lee Jones, y el segundo álbum en solitario de Donald Fagen, Kamakiriad (1993).

## Muerte
Becker murió a los 67 años de edad tras una intervención quirúrgica. Al anunciar su fallecimiento, su compañero de la banda, Donald Fagen, señaló que Becker era «... un excelente guitarrista y un gran compositor... Era un cínico respecto a la naturaleza humana, incluyendo la suya propia, y era tremendamente divertido». Fagen también señaló que era su intención mantener viva, en la medida que fuera posible, la música que crearon juntos con la banda de Steely Dan.

## Discografía

### Discografía en solitario
- 1994: 11 Tracks of Whack[9]
- 2008: Circus Money[10]